# Omfartsvej øst om Skærbæk
|  | Denne artikel beskriver en fremtidig begivenhed Denne artikel eller sektion handler om planlagt eller forventet fremtidig begivenhed. Der kan forekomme spekulativ information, og indholdet kan ændres dramatisk når begivenheden nærmer sig og mere information bliver tilgængelig. |

Omfartsvej øst om Skærbæk er en planlagt omfartsvej der skal gå øst om Skærbæk. 
Omfartsvejen bliver en del af primærrute 11 og bliver en 2+1 sporet motortrafikvej.
Motortrafikvejen starter i Rømøvej nord for Skærbæk nær sekundærrute 175. Den passerer der efter øst om Skærbæk og går forbi landsbyen Øster Gasse. Motortrafikvejen ender i Løgumklostervej (sekundærrute 401) ved primærrute 11 der ligger syd for Skærbæk. 